# ال‌تی‌ان‌اس
ال‌تی‌ان‌اس (کره‌ای: 엘티엔에스؛ انگلیسی: LTNS) یک مجموعه تلویزیونی محصول کره جنوبی در سال ۲۰۲۴ به نویسندگی و کارگردانی لیم ده هیونگ و جون گو وون و با بازی ایسوم و آن جه هونگ است. این مجموعه در مورد یک زوج دور از هم هست که رابطه خود را بازنگری می‌کنند. این مجموعه از ۱۹ ژانویه تا ۱ فوریه ۲۰۲۴، پنجشنبه‌ها ساعت ۱۲:۰۰ (کی‌اس‌تی) از تیوینگ منتشر شد. ال‌تی‌ان‌اس همچنین برای استریم در ویکی و ویو در مناطق منتخب قابل دسترسی است.
ال‌تی‌ان‌اس نخستین بار در بیست و هشتمین جشنواره بین‌المللی فیلم بوسان در ۴ اکتبر ۲۰۲۳ به نمایش درآمد، جاییکه دو قسمت از شش قسمت آن پخش شد.